# Marquesado de Centellas
El marquesado de Centellas es un título nobiliario español, concedido en Nápoles por el rey Carlos II a Antonio de Juan y de Centellas, gran canciller de Milán, fiscal y regente del Consejo de Italia, el 5 de octubre de 1666.
Este título fue rehabilitado en 1914 por el rey Alfonso XIII en favor de Guillermo Escrivá de Romaní y Muguiro. 

## Historia de los marqueses de Centellas
La lista de sus titulares es la siguiente:
- Antonio de Juan y de Centellas, I marqués de Centellas.

- Guillermo Escrivá de Romaní y Muguiro, II marqués de Centellas. En 1941 le sucedió su hermana:

- Blanca Escrivá de Romaní y Muguiro, III marquesa de Centellas.

Se casó con Jaime Díaz de Rivera y Figueroa, II marqués de Villa de Orellana. Sin descendientes.
- Justo San Miguel y Escrivá de Romaní, IV marqués de Centellas, III marqués de Cayo del Rey. El 18 de diciembre de 2015 le sucedió su prima hermana:[2]

- Blanca Escrivá de Romaní y Morenés, V marquesa de Centellas.